# NGC 5097
NGC 5097 est une petite galaxie elliptique située dans la constellation de la Vierge. Sa vitesse par rapport au fond diffus cosmologique est de 2 707 ± 23 km/s, ce qui correspond à une distance de Hubble de 39,9 ± 2,8 Mpc (∼130 millions d'al). NGC 5097 a été découverte par l'astronome américain Lewis Swift en 1886.
NGC 5097 présente une large raie HI et renferme également des régions d'hydrogène ionisé.